# برايان ماكلولين (لاعب كرة قدم)
برايان ماكلولين (بالإنجليزية: Brian McLaughlin)‏ (14 مايو 1974 بغلاسكو في المملكة المتحدة - ) هو لاعب كرة قدم بريطاني في مركز جناح ‏. شارك مع منتخب اسكتلندا تحت 21 سنة لكرة القدم. أما مع النوادي، فقد لعب مع دندي يونايتد وسانت جونستون وكوين أوف ساوث ونادي سلتيك وويغان أتلتيك ونادي ستنهاوسموير ونادي أردريونيانز ونادي آير يونايتد.

## وصلات خارجية
- برايان ماكلولين على موقع قاعدة بيانات كرة القدم.إي يو (الإنجليزية)
- برايان ماكلولين على موقع Soccerbase.com (لاعب) (الإنجليزية)